# Alexandra Borbély

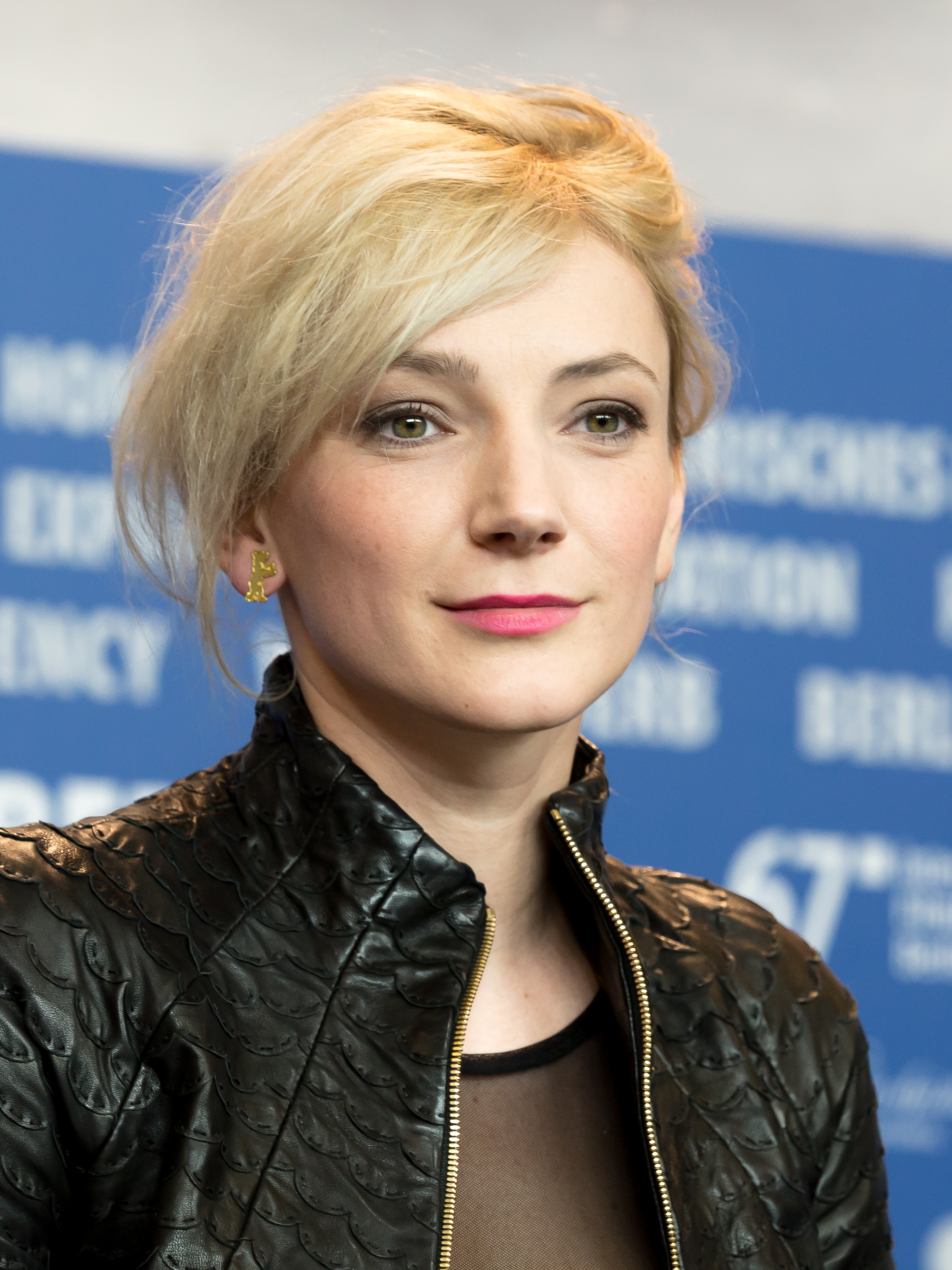
Alexandra Borbély auf der Berlinale 2017

Alexandra Borbély (anhörenⓘ * 4. September 1986 in Nitra, Tschechoslowakei) ist eine ungarische Schauspielerin.

## Leben
Alexandra Borbély wurde auf dem Gebiet der früheren Tschechoslowakei (heute Slowakei) geboren und wuchs in Veľký Cetín auf, wo sie auch die Grundschule besuchte. Seit ihrer Kindheit wuchs sie zweisprachig (Slowakisch und Ungarisch) auf. Zwar gab es in ihrer Familie keine Künstler, doch besuchte sie mit ihrer Mutter regelmäßig das Theater im ungarischen Győr. Durch ihre Mutter wurde sie auch an tschechische, slowakische und amerikanische Filme herangeführt. In der Grundschule erzielte Borbély gute Leistungen in Vorlesewettbewerben. Daraufhin fasste sie den Entschluss, Schauspielerin zu werden und besuchte das Gymnasium Selye János in der ungarischen Stadt Komárom. Dort wurde sie Mitglied der bekannten, schuleigenen Theatergruppe Gimisz.
Noch auf dem Gymnasium bereitete sich Borbély für Aufnahmeprüfungen an Schauspielschulen in Bratislava und Budapest vor, wurde aber nicht angenommen. Durch Vermittlung des damaligen Direktors Tamás Jordán verbrachte sie ein Jahr für Ausbildungszwecke am Studio des Budapester Nationaltheaters, wo sie u. a. Schauspielunterricht von so bekannten Künstlern wie Jordán, Piroska Molnár, Miklós Benedek oder Péter Valló erhielt. Daraufhin wurde Borbély an der von Gábor Máté geleiteten Akademie der Künste in Budapest angenommen, wo sie sich zur Schauspielerin ausbilden ließ.
Noch während ihrer Schauspielausbildung in Budapest begann Borbély am dortigen Theater József Katona zu arbeiten, dem sie auch nach Ende ihrer Ausbildung treu blieb. Als eine ihrer wichtigsten Theaterarbeiten dort bezeichnete sie die Hauptrolle in Ahol a farkas is jó (2014) unter der Regie von Péter Gothár, den sie für seine Visualität sehr schätzt. In dem Stück schlüpfte Borbély in die Rolle von Piroska Jancsó Ladányi (1934–1954), einer ungarischen Serienmörderin. 2017 übernahm sie die Hauptrolle der Rosalind in einer Inszenierung von William Shakespeares Wie es euch gefällt.
Am József-Katona-Theater kam Borbély auch erstmals mit dem Medium Film in Berührung. Ab 2009 war sie mit Kleinst- und Nebenrollen im ungarischen Fernsehen sowie in Kurzfilmen vertreten. Auch übernahm Borbély kleine Auftritte in ungarischen Kinoproduktionen wie der schwulen Komödie Coming out (2013), dem Musikfilm Swing (2014) und der Krimikomödie Az éjszakám a nappalod (2015). Erstmals eine größere Rolle übernahm sie in der ungarischen Krimiserie Hacktion, in der sie zwischen 2013 und 2014 für fünf Folgen als Forensikerin Alexa zu sehen war und den Filmbetrieb kennenlernte. Den internationalen Durchbruch als Filmschauspielerin ebnete Borbély ihre erste Kinohauptrolle in dem Melodram Körper und Seele (2017). Unter der Regie von Ildikó Enyedi war sie als introvertierte, autistisch wirkende Qualitätsprüferin in einem Schlachthof zu sehen, die versucht, eine Beziehung zu einem älteren Vorgesetzten (dargestellt von Géza Morcsányi) aufzubauen. Körper und Seele gewann im Jahr seiner Veröffentlichung den Goldenen Bären der 67. Internationalen Filmfestspiele Berlin und wurde als ungarischer Kandidat auf eine Oscar-Nominierung in der Kategorie Bester fremdsprachiger Film eingereicht. Borbély selbst erhielt für ihre Darstellung der Mária den Europäischen Filmpreis 2017.

## Filmografie
- 2009: Hajónapló (Fernsehserie, 1 Folge)
- 2011: Fla5h (Fernsehserie, 1 Folge)
- 2011–2012: Átok (Fernsehserie, 3 Folgen)
- 2012: 069 (Kurzfilm)
- 2012: Munkaügyek (Fernsehserie, 1 Folge)
- 2012: Mélylevegö (Kurzfilm)
- 2013: Berosált a rezesbanda (Fernsehfilm)
- 2013: Coming out
- 2013–2014: Hacktion (Fernsehserie, 5 Folgen)
- 2014: A telep (Kurzfilm)
- 2014: A rajzoló (Fernsehfilm)
- 2014: Exeat (Kurzfilm)
- 2014: Swing
- 2015: Az éjszakám a nappalod
- 2017: Körper und Seele (Testről és lélekről)
- 2017: Minden vonal (Kurzfilm)
- 2019: The Affair (Skleněný pokoj lit. The Glass Room)
- 2020: The Man with Hare Ears
- 2023: A Sensitive Person

## Auszeichnungen
- 2017: Europäischer Filmpreis für Körper und Seele (Beste Darstellerin)